# Монтажная фильмокопия
Монтажная фильмокопия, Контрольный позитив — первая позитивная фильмокопия, отпечатанная со смонтированного негатива изображения и негатива перезаписи фонограммы после окончательной цветоустановки и изготовления спецэффектов кинофильма. Изготавливается при работе по классической «оптической» технологии кинопроизводства. В отличие от рабочего позитива, отпечатанного без точного выравнивания по оптической плотности и цветопередаче, монтажная фильмокопия создаётся после тщательной настройки этих параметров и содержит готовые титры и монтажные переходы в виде наплывов, шторок и затемнений. Цветовой паспорт, подобранный при участии оператора-постановщика для монтажной фильмокопии, в дальнейшем используется при печати мастер-позитива.
Контрольный позитив кроме изображения содержит готовую оптическую совмещённую фонограмму, полученную в результате перезаписи и сведения всех исходных элементов: речи, музыки и шумов. Монтажная фильмокопия по изображению и звучанию должна полностью отвечать замыслу создателей фильма и является эталоном, по которому утверждается готовая картина. Поэтому, возможно неоднократное изготовление такой копии после корректировок по результатам просмотра предыдущей. Монтажная фильмокопия значительно превосходит по качеству изображения прокатные фильмокопии, печатающиеся с дубльнегатива. Она предназначена для внутреннего использования на киностудии, но иногда последние версии монтажных фильмокопий используются для предпремьерных показов.
В современной цифровой технологии кинопроизводства монтажная фильмокопия, как и мастер-позитив, не печатается, поскольку цветоустановка происходит в процессе цифрового постпроизводства. На киноплёнку с цифровой мастер-копии Digital Intermediate выводится непосредственно дубльнегатив, пригодный для тиражирования прокатных фильмокопий.